# 죽어도 못잊어
죽어도 못잊어는 1968년 공개된 대한민국의 영화이다.

## 배역
- 김진규
- 신영균
- 문희
- 허장강
- 전계현
- 김정훈